# (623) Химера
(623) Химера (др.-греч. Χίμαιρα) — астероид поясе астероидов, который был открыт 22 января 1907 год немецким астрономом Карлом Лонертом в Гейдельбергской обсерватории и назван в честь Химеры, чудовища из греческой мифологии.

Орбита астероида Химера и его положение в Солнечной системе
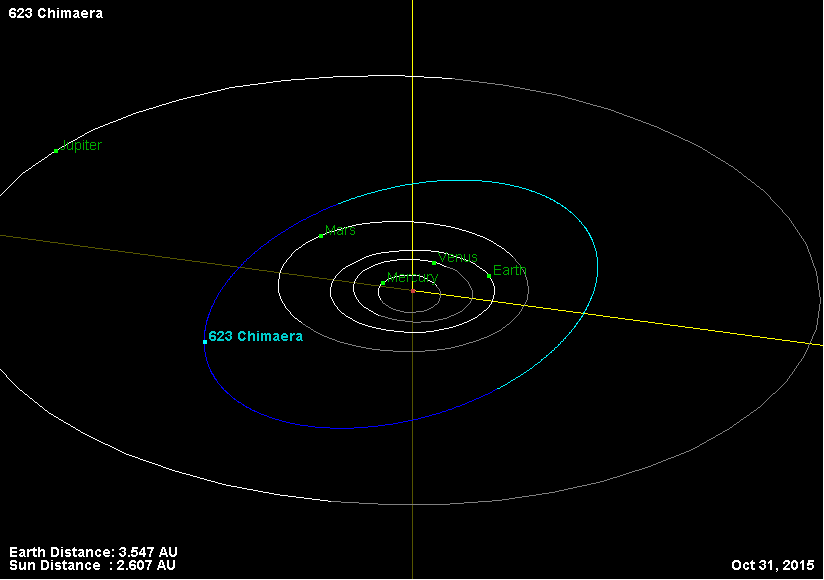
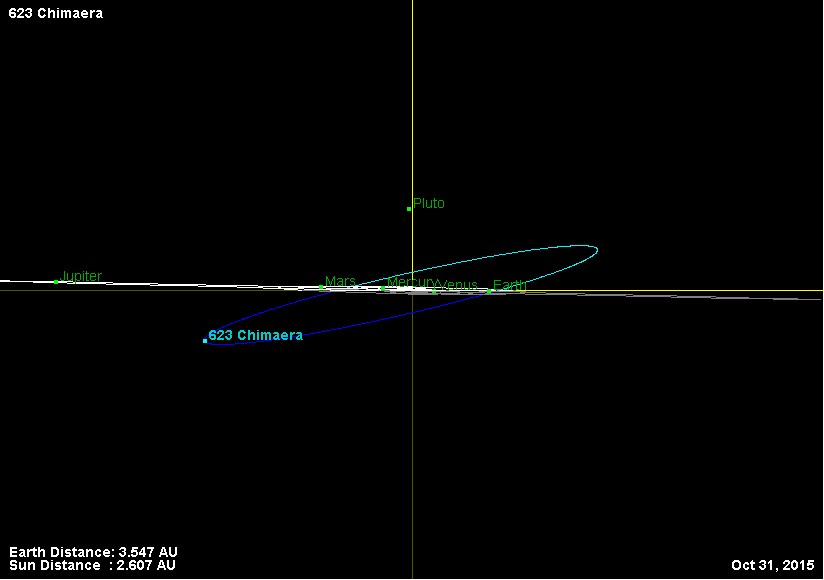